# Гвімароні
Гвімароні (груз. გვიმარონი) — село в Грузії.
За даними перепису населення 2014 року в селі проживає 361 особи.